# Flygtningelejren Rye Flyveplads
Flygtningelejren Rye Flyveplads i nærheden af Gammel Rye ved Ry var fra slutningen af 1944 til 1949 en flygtningelejr for flygtninge fra det østlige Tyskland.
Oprindelig var det en flyveplads oprettet af Luftwaffe under besættelsen som trænings og reserveflyveplads som talrige andre små flyvepladser som syd for Lemvig, hvor der stadig er en flyveplads.
Omkring 250.000 flygtninge kom fra omkring 1944 via Østersøen til Danmark, hvor den tyske værnemagt gennemtvang indlogering på skoler, forsamlingshuse og private hjem.
Da den danske stat overtog ansvaret for de mange flygtninge den 5. maj 1945, var der omkring 1.000 flygtninge i lejren, som man begyndte at udbygge for at samle de flygtninge, der var indkvarteret i området. Den første kommandant i lejren var kaptajn Niels Hjelmfeldt. Han var tidligere fremmedlegionær og blev afskediget 15. november 1947 efter anklager om underslæb. Han blev frikendt ved retten i 1950.  Lejren blev efterhånden til en by med omkring 300 barakker, og da der var flest, var der 14.800 flygninge i den. Lejren havde sin egen borgmester, postkontor, telefoncentral, hospital, tandlægeklinik, kirkegård osv. Flygtningene arbejdede i de forskellige værksteder, kontorer, i lejrområdets eget landbrug "Rattenburg" eller i den store køkkenafdeling. Der var almindelig folkeskole, mellemskole og gymnasium. 
Der var andre store flygtningelejre i Danmark, f.eks. Flygtningelejren i Oksbøl og Flygtningelejren på Kløvermarken.

## Flygtningelejrens Kirkegård
Flygtningelejrens døde blev i begyndelsen begravet på kirkegårdene i området, men fra påsken 1946 fik lejren sin egen kirkegård, og til flygtningelejrens lukning i 1948 blev omkring 135 mennesker begravet her. Gravene var markeret med hvide trækors, og kirkegården havde et fem meter højt trækors. I nutiden er der ingen spor efter flygtningelejrens kirkegård. Under ledelse af Volksbund Deutsche Kriegsgräberfürsorge blev gravene fra flygtningelejren i Gammel  Rye flyttet til en fælles gravplads for tyske flygtninge i Gedhus 5 km sydvest for Karup. 

## Rye Flyveplads
Flyvepladsen  blev anlagt i 1935 som en privat flyveplads. 1938 fik flyvepladsens ejer Gunnar Larsen Det Danske Luftfartselskabs  tilladelse til, at større maskiner fra D.D.L. kunne lande på flyvepladsen i Rye. Den 9. april 1940 landede de første tyske militærfly på landingsbanen og "Flugstützpunkt Kdo. 18/XI Rye" fungerede lige til d. 5. maj 1945. Luftwaffe gav i forbindelse isvinteren i 1942 tilladelse til en midlertidig luftrute til København med en daglig afgang. Første flyvning fandt sted d. 29.januar 1942, men ruten blev indstillet 3 uger efter på grund af brændstofmangel.
Kort efter besættelsen byggede Luftwaffe et større værksted i tilknytning til hangaren og en brandstation. Endvidere blev der opført et mindre flyveledertårn ved siden af hangaren. Hele dette kompleks blev ret hurtigt sløret med sløringsnet, så det kom til at fremstå som en lille bakke. Der blev også  bygget mandskabs- og køkkenbarakker, bunkers og nedgravede anlæg til ammunition og brændstof . Der blev anlagt en betonvej og en smalsporsjernbane med tilhørende betonrampe. Inde ved Ry station blev en lignende rampe opført, så materiel kunne køres på lastbil fra Ry til flyvepladsen, og derfra med jernbanen fragtet ca. 1200 meter ind i området til de forskellige lagerbarakker. Omkring hele området blev der opført et to meter højt pigtrådshegn. Området var ca. 200 hektar. Omkring 500 tyske soldater var indkvarteret i barakker på selve pladsen, hos private i Gammel Rye, i skoler, forsamlingshuse og på Ry Højskole. 
Den 15. maj kom englænderne til Ry, og den 25. maj 1945 forlod de sidste tyske soldater  Rye Flyveplads. Der var udlagt knap 7.000 fodfolksminer rundt om flyvepladsen, og ifølge kapitulationsbetingelserne skulle tyskerne selv fjerne dem. Det var mandskabet på pladsen ikke uddannet til. Den 18. maj mistede en tysk dreng livet, mens han hjalp til med oprydningen, da en mine eksploderede i hænderne på ham. 
I nutiden det næsten ikke til at se, at der har ligget en stor barakby og flyveplads.  Det er stadig muligt at se efterladenskaber, f.eks. et lille hus fra Gunnar Larsens tid, en barak fra tyskertiden, en række betonbunkere, en læsserampe, togspor og en betonvej og mere eller mindre synlige skyttegrave og fundamenter fra barakker. 
Gl. Rye Mølle & Træsko Museum har en permanent udstilling om Rye Flyveplads historie før, under og efter besættelsen.